# Porque te vas
«Porque te vas» (a menudo pero erróneamente conocida como «¿Por qué te vas?») es una canción interpretada por la cantante hispano-británica Jeanette. Fue publicada por la compañía Hispavox en 1974, obteniendo escaso éxito, siendo el último trabajo musical de la cantante con esa discográfica. Posteriormente fue incluida en los discos recopilatorios Jeanette canta Porque te vas y 9 éxitos más (1976) y Sigo rebelde (1996). Fue compuesta por José Luis Perales y producida por Rafael Trabucchelli. 
La canción fue incluida en la película Cría Cuervos (1975) que contó con amplia difusión en Europa cuando ganó el Festival de Cannes. Alcanzó el número 1 en Alemania, Argentina, Bélgica (Región Valona) y Francia, estuvo en el top 10 de Finlandia, Portugal y Suiza y en el top 20 de varios países. La canción es del género funk-rock y destacan el saxofón y la batería  como instrumentos constantes. Recibió críticas positivas que la consideran como la mejor canción de Jeanette.
«Porque te vas» tiene versiones en diferentes idiomas, y en el 2010 figuró en la revista Rolling Stone en el listado Las 200 Mejores Canciones del Pop-Rock Español y en el 2012 el periódico británico The Guardian la incluyó como una de las canciones más representativas del pop de los países alejados de la órbita anglosajona. «Porque te vas» vendió seis millones de copias.

## Antecedentes y composición

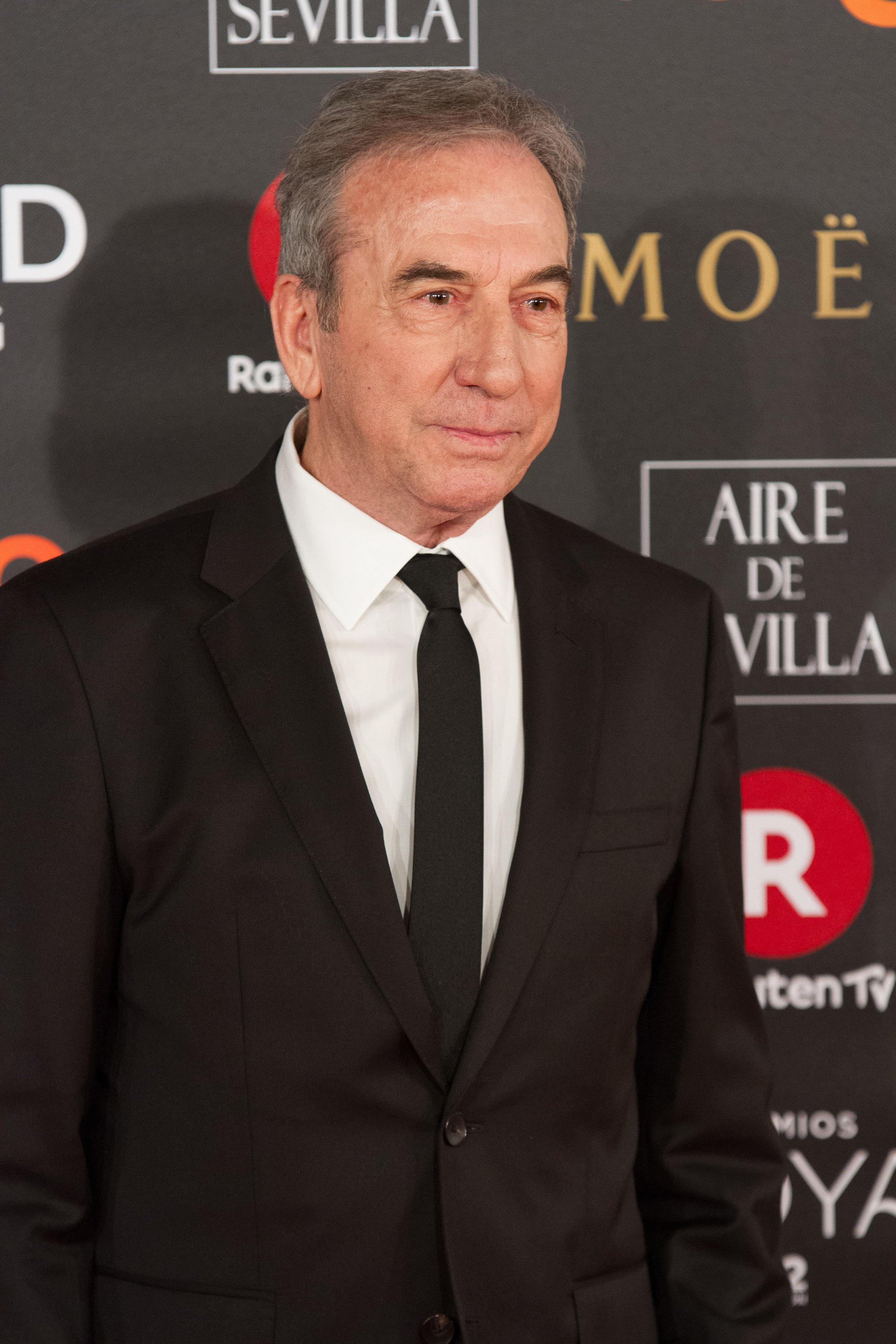
José Luis Perales, compositor del tema

«Porque te vas» fue compuesta por José Luis Perales. En una entrevista para El hormiguero 3.0, mencionó que su inspiración nació en una tarde lluviosa de invierno en Castejón, su tierra natal. La escribió para Jeanette sin grandes pretensiones y solo esperaba que ella la cantara. Por esos años Perales ya era conocido por Rafael Trabucchelli como compositor e incluso ya había hecho algunas canciones para Jeanette. Él mismo solicitó que se la presentaran pese a que no la vio tan convencida de querer cantarla ya que prefería temas del compositor Manuel Alejandro. Finalmente su entorno la convenció de grabarla. Jeanette ha negado tales afirmaciones diciendo que cuando le presentaron la canción no dudo en grabarlo y le encantó desde un inicio. «Porque te vas» es una balada al estilo funk-rock con sonoridad beat. su texto explica el dolor de la despedida tras una pérdida o abandono y se ha descrito que transmite una sensación de anhelo. A menudo y erróneamente se piensa que se debe cantar "¿Por qué te vas?" en vez de "Porque te vas". Respecto a la confusión, La Voz de Galicia afirmó que la «conjunción causal no 
encierra una pregunta, sino una asunción» e invita a olvidar la tilde que se le ha supuesto a la palabra "porque".
«Porque te vas» fue grabada en la entonces sede de Hispavox ubicada en la calle Torrelaguna de Madrid. Rafael Trabucchelli produjo el sencillo y Juan Márquez dirigió los arreglos y orquesta. En 1974 el diario La Vanguardia Española indicó que «Porque te vas» esta «bien arreglado en todo lo que se puede por Juan Márquez». Miguel Ángel Bargueño comentó para la revista Rolling Stone que esta canción pertenece al género pop con un ritmo revoltoso. Andrew Khan del diario británico The Guardian indica que existe una mezcla de letras fatalistas y trompetas incongruentemente alegres que se asemejan a The Carpenters Julián Molero de lafonoteca comenta que la instrumentación esta llena de desparpajo con intervenciones de metales y el crash de la batería. Gracias a la difusión de esta canción en la película Cría Cuervos, Hispavox edita un recopilatorio de la cantante con temas en español y francés. Claude Lemesle tradujo el tema con el título de «Pourquoi tu vis» (¿Por qué vives?) (1976) y fue publicado en varios países europeos.

## Recepción

### Crítica
Tras su lanzamiento, «Porque te vas» obtuvo reseñas positivas. En 1974 el diario La Vanguardia Española indicó que Jeanette regresaba «a la carga con su pequeña voz mimosa de siempre» y calificó a esta canción como «trivial». Miguel Ángel Bargueño en la revista Rolling Stone dice que el sentimiento de pérdida que tiene «Porque te vas» impacta al estar interpretada por una veinteañera de aspecto indefenso. En el segmento "Sonidos de Europa" del diario británico The Guardian, Andrew Khan manifiesto que «Porque te vas» es quizá uno de los mayores y mejores hits europeos que se perdió el Reino Unido y lo calificó como una obra de arte downbeat fácil de escuchar y que puede haber más emoción en el ridículo género pop que en otros de moda. Enrique Ávila escribe en su libro Modern Spain que «Porque te vas» y como otras muchas canciones del pop español están «altamente influenciadas por The Beatles». Julián Molero de lafonoteca le dio cuatro puntos de cinco y comento que «Porque te vas» es la mejor canción de Jeanette ya que su voz se aleja de la dulzura habitual. Marcos Gendre de El Salto indicó que «Porque te vas» «definía la versatilidad de Jeanette para jugar con los fonemas, acelerar estrofas, ralentizarlas, y el más difícil todavía: armar un hito de tristeza azul a lomos de un ritmo circense». El periodista Felipe Cabrerizo indicó que «Porque te vas» es un tema igualmente melancólico a «Soy rebelde». Drago Bonacich de Allmusic indica que es el primer hit de Perales como compositor.
El periódico español 20 minutos en su versión digital convocó a sus lectores escoger las mejores canciones de Jeanette y «Porque te vas» se ubicó en el segundo lugar de todas las canciones en votación. En otro listado de 20 minutos titulado Las 50 mejores canciones en español de la historia los lectores ubicaron a la canción en el sexto lugar. De manera similar la base de datos musicales Rate Your Music convocó a los internautas a escoger Las 500 mejores canciones de la música española y «Porque te vas» se ubicó en el puesto dieciséis.

### Comercial

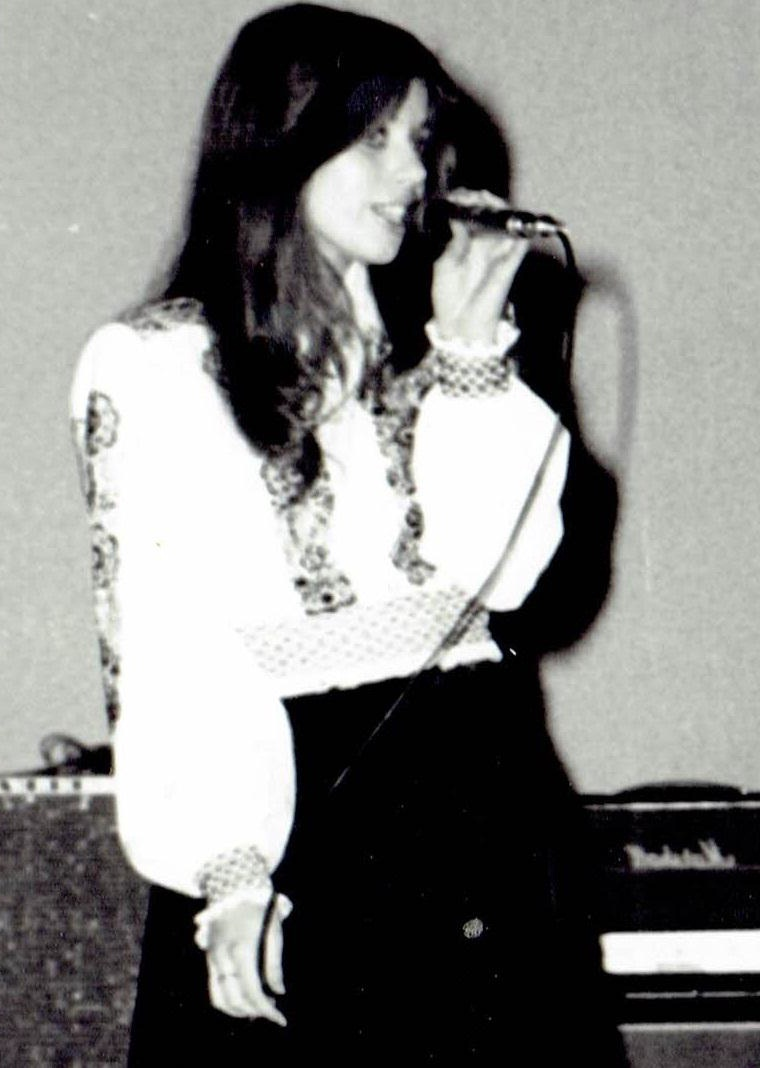
Jeanette en una actuación de 1975.

«Porque te vas» fue publicado en España a finales de febrero de 1974. En una entrevista promocionando el disco Corazón de poeta la cantante comento que no paso realmente nada con esta canción en su momento de publicación, con lo cual terminó su contrato con Hispavox y firmó para la discográfica Ariola. 
El productor de cine Carlos Saura estaba dirigiendo la película Cría Cuervos y tras escuchar «Porque te vas» en la radio y gustarle su gancho musical, decide incluirla en la banda sonora. La producción de la película acordó con Jeanette y accedió. En el transcurso de los meses Cría Cuervos se estrena en varios países de Europa, lo que impulso su exposición en ese continente. Cuando la película ganó el Festival de Cannes de Francia la canción obtiene masivo éxito. Hispavox relanzó la canción el 4 de septiembre de 1976 pese a que Jeanette ya no trabajara ahí.
Tras este impulso, «Porque te vas» ingreso a varios listados musicales. En Argentina ocupó el puesto uno y en México alcanzó el puesto once del listado Billboard "Hits of the World". En 1976 lideró el listado musical de Francia y ocupó el primer lugar en la lista anual de ese año. Con un día de publicación vendió 15 000 copias, certificó un disco de oro y hasta el 2015 sus ventas en ese país alcanzaron más de 1,1 millones de copias. En Alemania lideró el listado musical y sus ventas alcanzaron las 400 000 copias. En la Región Valona de Bélgica ocupó el primer lugar por dos semanas y estuvo diecisiete semanas en esa lista. «Porque te vas» también ingresó al top 20 de Austria, España, Finlandia, Portugal y Suiza. En Austria alcanzó el puesto trece con doce semanas en el listado, en España alcanzó la posición diecinueve como la más alta, en Finlandia y Portugal el puesto seis y en Suiza el puesto cuatro con tres semanas en esa posición y dieciséis en listado. «Porque te vas» figuró en listado musical de otros países europeos como Bélgica (Región Flandes) en el puesto veintinueve con dos semanas en el listado y Países Bajos en el puesto treinta y dos con cuatro semanas en la lista. También entró a la lista del Europarade (Top50) y llegó al puesto veinticuatro como el más alto.
En el 2008 «Porque te vas» ingreso al listado de Billboard Latin Pop Songs con seis semanas alcanzando el puesto veintiocho como el más alto. Su ingreso se debió al éxito del comercial de Highlander de la transnacional japonesa Toyota con más tres mil unidades vendidas para el compilado 15 de colección el que era solicitado como "la canción del anuncio del oso". En 2019 re-ingreso al Latin Pop Songs e ingreso al listado Hot R&B/Hip-Hop Songs, ambos en el puesto cinco. Ese mismo año en el listado Spain Digital Song Sales (Billboard) alcanzó el puesto cinco. En 2012 reingreso al listado musical de Países Bajos por una semana en el puesto 85.

### Interpretaciones en directo
En España Jeanette cantó la canción en el programa Voces a 45 en 1976. En Alemania Jeanette cantó «Porque te vas» en los programas musicales Musikladen (1977) y Disco. En Francia la canto a dúo con el cantante Sacha Distel en el programa Numéro un. En 1976 Jeanette fue telonera de una ronda de conciertos del cantante Julio Iglesias y cantó «Porque te vas» en el Olympia de París. Se publicaron rumores de una posible relación sentimental entre ambos cantantes, pero en una entrevista para Look, Jeanette lo negó. En 1978 Jeanette cantó el tema en vivo para el programa español Dos por dos. En 1981 Jeanette canto la canción en el programa español Retrato en vivo. En 2005 por motivo de celebraciones en la Torre Eiffel Jeanette cantó el tema en un estrado cerca de la base de la torre. En 2009 Jeanette fue homenajeada en la cuarta edición de los Premios de la Música y la Creación Independiente Pop-Eye 2009 que se celebró en el Gran Teatro de Cáceres en España y canto esta canción junto a un acompañamiento orquestal. En 2011 el diseñador Juan Duyos invitó a la cantante al Cibeles Madrid Fashion Week donde la cantó. En 2016, en conmemoración a sus 45 de años de vida artística la cantante cantó el tema en un concierto sinfónico en el Gran Teatro Nacional de Lima.

## Versiones de otros artistas
En 1977 la cantante finlandesa Merja Rantamäki incluyó su versión con el título «Veit sydämen» en su álbum Mä mistä löytäisin sen laulun. La cantante brasileña Lílian hizo su versión «Eu sem você» (1978). En 1979 la cantante y actriz sur-coreana Kim Bo-yeon hizo una versión en coreano titulada «생각» («Pensamientos»). En 1987 el grupo punk rock francés Chihuahua incluyó «Porque te vas» en el álbum Fiesta de la mort. En 1990 Perales hace una primera versión de este tema en el disco A mis amigos. En 1992, la banda de rock argentina Attaque 77 incluyó una versión del tema en Ángeles caídos, su tercer álbum de estudio.  Ese mismo año, la cantante finlandesa Tuula Amberla versionó la canción con el título «Korppi» incluida en el álbum Kuun poika. En 1994 la cantante japonesa shibuya-kei Kahimi Karie hizo su versión en español para el álbum Girly y el grupo español Iluminados la incluyó en el álbum Disco de papel. En 1995 la cantante y actriz francesa Ysa Ferrer incluyó la canción en su álbum D'essences naturelles. En 1996 la banda brasileña de pop rock Pato Fu incluyó una versión en su álbum Tem Mas Acabou. En 1997 la banda femenina mexicana Aurora y la academia incluye su versión del tema en su álbum Horas. El grupo alemán de música eurodance Masterboy versionó la canción en 1999. En Alemania estuvo en la lista musical durante nueve semanas y ocupó el puesto 26 como el más alto y en Suiza estuvo siete semanas en lista y alcanzó el puesto 21 como el más alto.
En el 2001 Perales hace una segunda versión junto con la banda española La Oreja de Van Gogh. El cantante samplea «Pourquoi tu vis», versión francesa de la canción. En el año 2006 la cantante finlandesa Emma Salokoski hizo su versión jazz «Miksi sä meet» y la cantante alemana Elke Brauweiler versionó el tema con el título «Pourquoi tu vis?» (versión en francés hecha por Jeanette) siendo sencillo del álbum Twist a saint tropez. En el mismo año la banda de rock argentina Attaque 77 hizo su versión para su disco Obras Cumbres. En el 2009 la discográfica Divucsa publicó un compilado de nuevas versiones de algunas canciones de Jeanette incluida esta. En 2009, la versión polaca de «Porque te vas» se utilizó como título musical de la telenovela de TVN Majka. Esta versión, titulada «Nie pytaj» (en español: No preguntes), fue cantada por Alicja Boratyn con texto de Ryszard Kunce.En el 2013 el cantante mexicano Alejandro Fernández hizo su versión para el disco Confidencias. En 2015 la discográfica independiente Plastilina Records produjo el disco digital Contemplaciones: Homenaje Iberoamericano a Jeanette el cual le rinde tributo a la música de Jeanette y la banda peruana Fifteen Years Old hacen la versión de este tema. En el 2017 la cantante mexicana Lucero hizo su versión banda para el disco Enamorada con banda, siendo «Porque te vas» su tercer sencillo. En 2019 la banda argentina de rock 2 Minutos la versionó e incluyó en su disco Amigos de lo ajeno. En 2020 Carla Bruni hizo su versión para el disco Carla Bruni.
La instrumentalización de «Porque te vas» se ha usado como samples de muchos temas de la música popular entre las que destacan la de los artistas Jedi Mind Tricks, Satanicpornocultshop o Cartel de Santa. En 2015 la cantante mexicana Natalia Lafourcade compuso el tema «Nunca es suficiente» para el disco Hasta la raíz. Lafourcade no pensó que su canción sería comparada con el estilo musical de «Porque te vas» y en una entrevista comento: «Sí, me han comentado que esa canción se parece mucho a una de Jeanette. Es una coincidencia porque en realidad no es que pensáramos. De hecho, a mi me gusta mucho esa canción y no me molesta la comparación».

### En la cultura popular
La primera aparición de esta canción en una película fue en Cría Cuervos. La canción se escucha en los créditos iniciales y en otra parte Ana Torrent, Conchi Pérez y Maite Sánchez bailaron la canción. En 1990 una versión en inglés aparece en la película alemana Kill Cruise con Jürgen Prochnow, Patsy Kensit y Elizabeth Hurley. En el 2008 el tema fue parte del comercial de la transnacional japonesa Toyota en promoción al modelo Highlander. En el 2016 el humorista español Eugeni Alemany hizo una versión explicando el pase del futbolista Paco Alcácer al Barça incluyendo en su letra a la cantante colombiana Shakira y su expareja, el futbolista español Gerard Piqué. En la obra teatral Mucho ruido por nada (2016) realizada en Perú el actor Claret Quea interpretó la canción. La canción ha sido adaptada por la hinchada de los clubes San Lorenzo de Almagro (Argentina) y Colo-Colo (Chile) como cánticos de fútbol.

### Impacto y legado

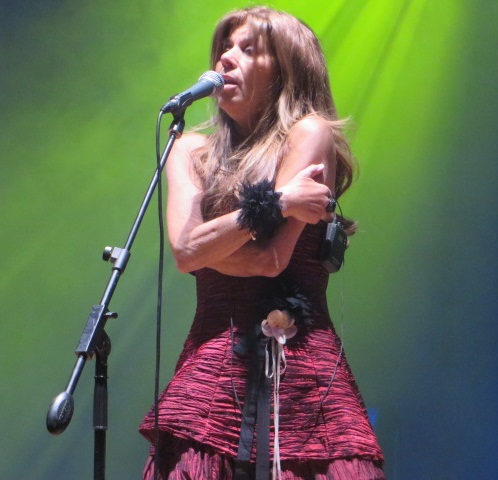
Jeanette interpretando la canción en un concierto (2014).

Desde su inclusión en Cría Cuervos «Porque te vas» se ha convertido en un «clásico» y ha ganado un «estatus cultural» en la música pop en español. Una reseña en el diario español ABC indica que «nunca una canción española y cantada en nuestro idioma había logrado tales cotas de popularidad a ambos lados del Atlántico». En el libro Lost in the Grooves Jean-Emmanuel Deluxe señala que en España «una delicada briza se acercaba al pop con melodía pegadiza de la voz de Jeanette». En la revista musical Efe Eme, Luis Lapuente indica que «Porque te vas» es un «preciado objeto de culto entre los coleccionistas europeos» y que «Porque te vas» encumbro a Jeanette como una de las «diosas del pop femenino europeo» gracias a su voz que puede confundirse con la de cantantes pop francesas como Françoise Hardy.
A menudo se relaciona esta canción con la caída del franquismo. En 2012 el periódico británico The Guardian saco un especial con las canciones más significativas del pop de los países alejados de la órbita anglosajona y se refiere a «Porque te vas» como un himno «enclavado en la etapa final del régimen franquista cuando la sociedad española empezaba a sumergirse en la ola cultural que dominaba Europa». Kim Cooper y David Smay consideraron que la canción era bastante simbólica ya que su popularidad se acrecentó aproximadamente al mismo tiempo que la muerte de Franco. En una biografía Jean-Emmanuel Deluxe escribió que Jeanette era «un verdadero rayo de sol en un país bajo el estricto régimen militar del dictador Franco».
«Porque te vas» es la canción que más regalías le ha dado a su autor José Luis Perales ya que más de 40 artistas la han versionado en países como Francia, Alemania, Finlandia y Japón, siendo su canción más difundida en todo el mundo. «Porque te vas» registra ventas por seis millones de copias vendidas, lo que lo ubica como uno de los sencillos más vendidos de todos los tiempos. En un concierto Perales indicó que no fue ni la canción ni Jeanette sino el momento en que la canción traspasa la barrera de la mano de Carlos Saura y de ahí su éxito. En el 2010 «Porque te vas» es incluida en la lista de la revista Rolling Stone: Las 200 Mejores Canciones Del Pop-Rock Español en el puesto 43. En los comentarios de la revista se dice que Jeanette rompe su imagen de baladista folk.
Carla Bruni ha afirmado que escuchar «Porque te vas» la inspiró a seguir una carrera en la música. El director de cine francés Jean-Pierre Améris lo ha calificado como uno de sus discos favoritos. En una entrevista de 1995, el entonces recién formado dúo francés Air se describió a sí mismos como grandes admiradores de la canción ya que la conocieron durante su infancia. La cantante mexicana Lucero dijo en una entrevista (2017) que «Porque te vas» es una de las canciones favoritas de su juventud. En una entrevista Jeanette dijo que a esta canción le guarda cariño.

## Lista de canciones
| Sencillo de 7" (1974) |                                                     |          |  |
| N.º                   | Título                                              | Duración |  |
| 1.                    | «Porque te vas» (J. L. Perales)                     | 3:21     |  |
| 2.                    | «Seguiré amando» (J. Dimech; Rafael Carlos Colombo) | 3:01     |  |

| Sencillo de 7" (1976) |                                                     |          |  |
| N.º                   | Título                                              | Duración |  |
| 1.                    | «Porque te vas» (J. L. Perales)                     | 3:21     |  |
| 2.                    | «Seguiré amando» (J. Dimech; Rafael Carlos Colombo) | 3:01     |  |

| Sencillo de 7" (1976) |                                                                           |          |  |
| N.º                   | Título                                                                    | Duración |  |
| 1.                    | «Pourquoi tu vis» (J. L. Perales / Adaptación: Claude Lemesle)            | 3:21     |  |
| 2.                    | «Il me plaît bien ton frère» (J. L. Perales / Adaptación: Claude Lemesle) | 4:11     |  |

## Créditos
- José Luis Perales: composición
- Juan Márquez: dirección de orquesta
- Rafael Trabucchelli: productor y arreglos
- Elías Dolcet y Juan Dolcet: fotografía
- Compañía discográfica: Hispavox

## Posición en listas
| Listas (1975,'76,'77)                         | Máxima Posición |
| --------------------------------------------- | --------------- |
| Alemania (Offizielle Deutsche Charts)         | 1               |
| Argentina Billboard Latin American Hit Parade | 1               |
| Austria (Ö3 Austria Top 40)                   | 13              |
| Bélgica Flanders (Ultratop 50)                | 29              |
| Bélgica Valona (Ultratop 50)                  | 1               |
| España Superventas                            | 19              |
| Francia (IFOP)                                | 1               |
| Finlandia Billboard Hits Of The World         | 6               |
| México Billboard Hits Of The World            | 11              |
| Países Bajos Dutch Top 40                     | 32              |
| Portugal Billboard Hits Of The World          | 6               |
| Suiza (Swiss Music Charts)                    | 4               |
| Unión Europea (Europarade Top50)              | 24              |

| Lista (2008)                             | Posición |
| ---------------------------------------- | -------- |
| Estados Unidos Billboard Latin Pop Songs | 28       |

| Lista (2012)              | Posición |
| ------------------------- | -------- |
| Países Bajos Dutch Top 40 | 85       |

| Lista (2019)                                   | Posición |
| ---------------------------------------------- | -------- |
| Estados Unidos Billboard Hot R&B/Hip-Hop Songs | 5        |
| Estados Unidos Billboard Latin Pop Songs       | 5        |
| España Billboard Digital Song Sales            | 5        |

| Lista (1976)                          | Posición |
| ------------------------------------- | -------- |
| Alemania (Offizielle Deutsche Charts) | 7        |
| Francia (IFOP)                        | 1        |

| Lista (1970–1979)                     | Posición |
| ------------------------------------- | -------- |
| Alemania (Offizielle Deutsche Charts) | 81       |
| Francia (IFOP)                        | 138      |

| Lista                              | Posición |
| ---------------------------------- | -------- |
| España Rolling Stone (200 mejores) | 43       |
| Francia (IFOP)                     | 65       |

## Certificaciones y ventas
| Región          | Certificación | Unidades certificadas/Ventas |
| --------------- | ------------- | ---------------------------- |
| Alemania (BVMI) | -             | 400 000                      |
| Francia (SNEP)  | Oro           | 1 100 000                    |